# 名古屋ラグビークラブ
名古屋ラグビークラブ(Nagoya Rugby Club)は、愛知県名古屋市を本拠地とする社会人ラグビーユニオンのクラブチーム。

## 来歴
1966年、創設。
その後2014年、全国クラブ大会で準優勝。
翌2015年、NPO法人になる。

## 獲得タイトル
- 全国クラブラグビーフットボール大会
  - 準優勝(2013年度・2019年度)